# Nick Carter
Nickolas Gene Carter (Jamestown, Nova York, 28 de gener de 1980) és un cantant nord-americà i membre del grup vocal Backstreet Boys. Fins al 2015, Carter ha publicat tres àlbums en solitari, Now or Never, I'm Taking Off i All American, durant els descansos entre els horaris dels Backstreet Boys, i una col·laboració amb Jordan Knight titulada Nick &amp; Knight. Ha fet aparicions ocasionals en televisió i ha protagonitzat els seus propis reality shows, House of Carters i I (Heart) Nick Carter.

## Primers anys
Nickolas Gene Carter va néixer a Jamestown, Nova York, on els seus pares, Jane Elizabeth (de soltera Spaulding, abans Carter) i Robert Carter (1952-2017), tenien un bar anomenat Yankee Rebel a Westfield, Nova York. Té ascendència anglesa, gal·lesa, irlandesa i alemanya; segons una prova d'ADN, Carter és predominantment (seixanta-dos per cent) europeu del nord i de l'oest, onze per cent escandinau i nou per cent italià, i la resta de la seva composició genètica és de l'Orient Mitjà, ibèrica i balcànica. Diversos anys més tard, quan Carter tenia quatre anys, la família es va traslladar a Ruskin, Florida, i va dirigir la residència de gent gran Garden Villa, on va augmentar la família. Els germans de Carter són Leslie Carter (1986-2012) i Aaron Carter (1987-2022).